# Liste der Einträge im National Register of Historic Places im Potter County (Texas)
Die Liste der Registered Historic Places im Potter County führt alle Bauwerke und historischen Stätten im texanischen Potter County auf, die in das National Register of Historic Places aufgenommen wurden.

## Aktuelle Einträge
| Lfd. Nr. | Name                                                                        | Bild | Datum der Eintragung | Adresse/Lage                                                                                               | Ort      | ID       | Beschreibung |
| -------- | --------------------------------------------------------------------------- | ---- | -------------------- | --- | -------- | -------- | ------------ |
| 1        | Alibates Flint Quarries National Monument                                   |      | 15. Okt. 1966        | SW of Fritch on the Canadian River                                                                         | Fritch   | 66000822 |              |
| 2        | Alice Ghormley Curtis House                                                 |      | 14. Aug. 1992        | 1626 S. Washington St.                                                                                     | Amarillo | 92000980 |              |
| 3        | Amarillo College Administration Building and Gymnasium                      |      | 28. Jan. 1992        | 2201 S. Washington St. and 2221 S. Washington St.                                                          | Amarillo | 91002023 |              |
| 4        | Amarillo US Post Office and Courthouse                                      |      | 29. Sep. 2000        | 205 E. Fifth St.                                                                                           | Amarillo | 00001175 |              |
| 5        | Atchison, Topeka and Santa Fe Railway Company Depot and Locomotive No. 5000 |      | 18. Sep. 1986        | 307 S. Grant                                                                                               | Amarillo | 86002189 |              |
| 6        | Bivins House                                                                |      | 31. Dez. 1974        | 1000 Polk St.                                                                                              | Amarillo | 74002088 |              |
| 7        | Central Presbyterian Church                                                 |      | 13. Nov. 1991        | 1100 Harrison St.                                                                                          | Amarillo | 91001649 |              |
| 8        | Corsino Plaza (41PT84)                                                      |      | 12. Juli 1984        | Address Restricted                                                                                         | Amarillo | 84003975 |              |
| 9        | First Baptist Church                                                        |      | 21. Juni 1983        | 218 W. 13th St.                                                                                            | Amarillo | 83003158 |              |
| 10       | Henry B. and Ellen M. Sanborn House                                         |      | 14. Aug. 1992        | 1311 S. Madison St.                                                                                        | Amarillo | 92000982 |              |
| 11       | Jons-Gilvin House                                                           |      | 14. Aug. 1992        | 1500 S. Buchanan St.                                                                                       | Amarillo | 92000983 |              |
| 12       | Kouns-Jackson House                                                         |      | 14. Aug. 1992        | 1118 S. Harrison St.                                                                                       | Amarillo | 92000981 |              |
| 13       | Landergin-Harrington House                                                  |      | 16. Dez. 1977        | 1600 Polk St.                                                                                              | Amarillo | 77001466 |              |
| 14       | Little Indian Creek Rock Pen (41PT87)                                       |      | 12. Juli 1984        | Address Restricted                                                                                         | Amarillo | 84003974 |              |
| 15       | McBride Canyon Ruin                                                         |      | 5. Juli 1985         | Address Restricted                                                                                         | Fritch   | 85001483 |              |
| 16       | McBride Ranch House                                                         |      | 23. Apr. 1975        | N of Amarillo in Lake Meredith Recreation Area                                                             | Amarillo | 75000152 |              |
| 17       | McMillen Apartments                                                         |      | 2. Apr. 2010         | 1320 S. Fillmore                                                                                           | Amarillo | 10000145 |              |
| 18       | Miles and Myda Bivins House                                                 |      | 2. Okt. 1992         | 2311 W. 16th Ave.                                                                                          | Amarillo | 92001306 |              |
| 19       | Northwest Texas Hospital School of Nursing                                  |      | 7. Nov. 1996         | 2209 W. 6th Ave.                                                                                           | Amarillo | 96001234 |              |
| 20       | Plemons-Mrs. M. D. Oliver-Eakle Additions Historic District                 |      | 21. Apr. 1992        | Roughly bounded by 16th Ave., Taylor St., 26th Ave., Van Buren St., I-40 and Madison St.                   | Amarillo | 92000370 |              |
| 21       | Polk Street Methodist Church                                                |      | 28. Jan. 1992        | 1401 S. Polk St.                                                                                           | Amarillo | 91002021 |              |
| 22       | Potter County Courthouse and Library                                        |      | 22. Aug. 1996        | 501 S. Taylor St.                                                                                          | Amarillo | 96000938 |              |
| 23       | Ranchotel                                                                   |      | 14. Apr. 1995        | 2501 W. Sixth Ave.                                                                                         | Amarillo | 95000411 |              |
| 24       | Santa Fe Building                                                           |      | 22. Aug. 1996        | 900 S. Polk St.                                                                                            | Amarillo | 96000939 |              |
| 25       | Shelton-Houghton House                                                      |      | 29. Aug. 1980        | 1700 Polk St.                                                                                              | Amarillo | 80004145 |              |
| 26       | US Route 66-Sixth Street Historic District                                  |      | 23. Aug. 1994        | Sixth Ave. between Georgia and Forrest Aves.                                                               | Amarillo | 94000982 |              |
| 27       | Wolflin Historic District                                                   |      | 21. Mai 1992         | Roughly bounded by Wolflin Ave., Washington St., SW. 34th Ave., Parker St., SW. 30th Ave. and Lipscomb St. | Amarillo | 92000581 |              |